# Drill, baby, drill

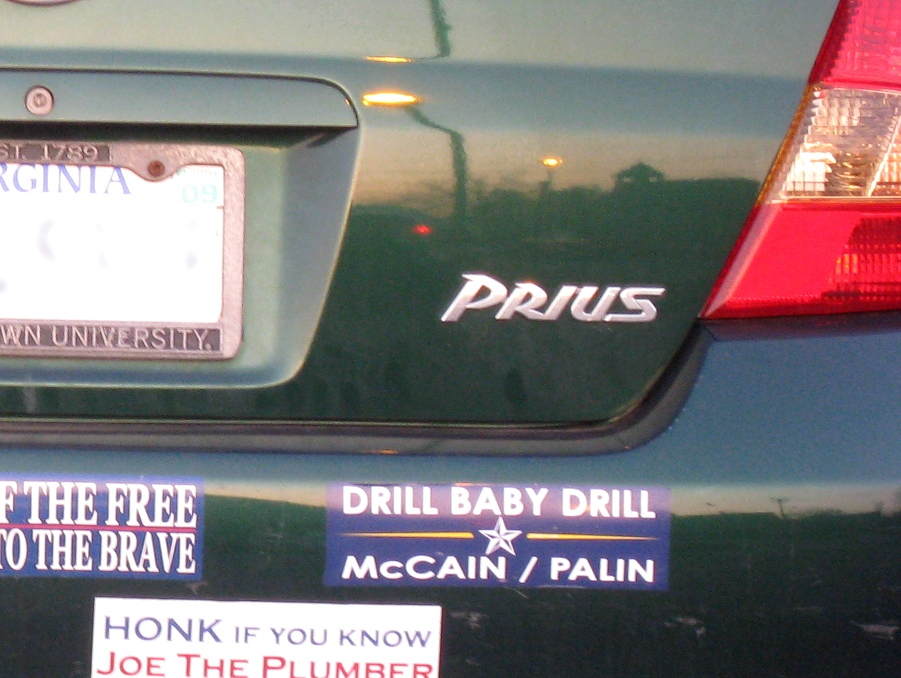
L'arrière d'une voiture sur laquelle un autocollant bleu est collé. Le slogan "Drill, baby, drill!" est écrit en majuscules blanche en haut de l'étiquette.

La phrase anglaise « Drill, baby, drill! », qui peut être traduite en français par « Fore, chéri, fore ! », est un slogan de campagne du parti républicain pendant l'élection présidentielle de 2008 aux États-Unis. Ce slogan exprime le soutien de ce parti à l'intensification des forages pétroliers en vue d'augmenter les ressources en énergie.

## Origine du slogan
C'est lors d'un discours à la Convention nationale républicaine de 2008 appelant à l'augmentation de la production de pétrole que Michael Steele lança : « In other words: Drill, baby, drill! And drill now! », c'est-à-dire en français, « Autrement dit : fore, chéri, fore ! Et fore maintenant ! ». La phrase est alors devenue célèbre.
Avant cela, le 28 septembre 2008, le néoconservateur Erik Rush avait déjà publié sur son blog un billet ayant comme titre ce slogan[réf. nécessaire].

## Débat entre les candidats à la vice-présidence
Lors du débat électoral du 2 octobre 2008 entre les candidats à la vice-présidence, Sarah Palin et Joe Biden, « Drill, baby, drill! » resurgit de manière éclatante. Joe Biden, en référence à la crise énergétique et à la position de John McCain opposés au développement de l'énergie solaire et de l'énergie éolienne, affirme que, pour ce dernier, « la seule réponse est ; “Drill, drill, drill!” », ajoutant cependant : « Forer, il le faut, mais cela prendra 10 ans avant que ne sorte la première goutte de pétrole de l'un des puits  qui sont sur le point d'être forés. ». Ce à quoi Sarah Palin répond : « Le slogan est : “Drill, baby, drill!” Et c'est ce que l'on entend dans tous nos meetings car les gens sont tellement assoiffés de sources d'énergie locales à puiser… »

## Développements ultérieurs
Les républicains continuent d'utiliser ce slogan après les élections présidentielles de 2008. En 2010, cependant, le slogan est apprécié à l'aune de l'immense marée noire provoquée par l'explosion de plate-forme pétrolière offshore Deepwater Horizon, de BP, dans le golfe du Mexique. Cette marée noire cause des dégâts environnementaux considérables et une perte économique estimée en millions de dollars.
En conséquence, quelques partisans du « Drill, baby, drill! » commencent à se sentir gênés par leurs anciennes positions. Le slogan est parodié par « Spill, baby, spill! », qui peut être traduit par « Déverse, chéri, déverse ! ». Deux sénateurs républicains, Jon Kyl et Pat Roberts, ont marqué leurs distances vis-à-vis du slogan.

## Slogan politique du Président Trump
Trump utilise la phrase "Drill, baby, drill" comme un slogan politique lors de la campagne présidentielle de 2024 puis le jour de son investiture le lundi 20 janvier 2025. "Fore, chéri, fore" pour que les ressources fossiles se transforment en or liquide, telle est la devise du nouveau gouvernement en place. Le jour de l'investiture, les États-Unis sortent de l'accord de Paris sur le climat. Les énergies renouvelables sont démantelées. L'écologie est enterrée et figure parmi la liste des décrets ostensiblement signés par le Président Trump le jour de l'investiture.